# Antibiogramma
L'antibiogramma (spesso indicato come ABG) è un esame in vitro che permette di valutare se un microrganismo è sensibile a un determinato antibiotico. In particolare si può calcolare la resistenza (R) o la sensibilità (S) o, nel caso si parli di sensibilità media, (MS) del microrganismo all'antibiotico.
Si tratta di un esame molto utile per determinare la terapia più adatta per determinati processi infettivi a partire da materiale biologico prelevato dal paziente (ad esempio urine, escreto o muco), dal momento che esso permette la scelta dell'antibiotico più adatto al caso analizzato. Se infatti sulla piastra utilizzata per il test si genera un alone bianco e trasparente attorno al punto in cui viene seminato l'antibiotico, allora il microrganismo responsabile dell'infezione è sensibile ad esso. Se, invece, le colonie del microrganismo continuano ad estendersi, ciò significa che esso è resistente all'antibiotico utilizzato.

## Uso in clinica e diagnostica
Il problema della bassa espressione della resistenza batterica da parte di alcuni fenotipi batterici è la nuova sfida che si pone ai test di sensibilità tradizionale.
Un esempio di basso livello di resistenza è quello delle beta-lattamasi a spettro allargato o ESBL (beta-lattamasi a spettro esteso, attive anche contro le cefalosporine) che spesso vengono refertati come sensibili ma che comportano il fallimento della terapia antibiotica alla lunga. Da ciò negli apparecchi automatici l'uso di algoritmi interpretativi (sistemi esperti). L'apparecchio referterà il ceppo apparentemente sensibile come resistente. L'analisi statistica degli antibiogramma è utile anche nelle infezioni ospedaliere dove circolano ceppi batterici multiresistenti.
L'antibiogramma è consigliato ogni volta che ci si deve sottoporre ad una terapia antibiotica. Questo strumento, infatti, evita l'insorgenza della resistenza agli antibiotici e permette l'uso di farmaci mirati in grado di promuovere l'eradicazione completa del ceppo batterico.
Se da una parte l'ABG è poco utilizzato per la scelta del farmaco nelle infezioni comuni (faringite, tosse, congiuntivite...), dato il costo e i tempi dell'esame, dall'altra è una procedura comune e fondamentale nelle infezioni nosocomiali (vedi Pseudomonas aeruginosa, Staphylococcus aureus, Enterococcus) e nella terapia di uretriti, cistiti, gastroenteriti, meningiti, polmoniti e in tutte le malattie ricorrenti (eradicazione incompleta del batterio).

## Regole d'allestimento
Il test di sensibilità agli antibiotici o agenti antibatterici serve non solo per orientare la terapia antibiotica, ma anche per monitorare l'evoluzione della resistenza batterica e dare quindi le basi del trattamento empirico delle infezioni batteriche. La NCCLS (National Committee for Clinical Laboratory Standards) detta le regole a livello internazionale su come fare i test di sensibilità agli antibiotici (antibiogramma), le classi di antibiotici da testare ecc. In pratica questa analisi viene standardizzata in funzione di fattori quali la purezza del ceppo da testare, la densità dell'inoculo, le condizioni di incubazione, il metodo di lettura del risultato e soprattutto i criteri biologici e clinici per l'interpretazione del risultato. È necessario inoltre iscriversi ai controlli di qualità esterni UK-NEQAS o anche interni con ceppi standard, per valutare l'accuratezza e la precisione dei test di laboratorio. Esistono due metodi classici per l'allestimento dell'ABG: il metodo per diluizione e il metodo per diffusione. Queste metodiche vengono principalmente usate in casi particolari, finalizzati al controllo della resistenza di un batterio per uno specifico antibiotico (soprattutto per infezioni ricorrenti ed ospedaliere). Nella pratica clinica quotidiana l'allestimento è affidato a sistemi automatici in grado di calcolare MIC (concentrazione minima inibente) e sensibilità specifica dei vari antibiotici.

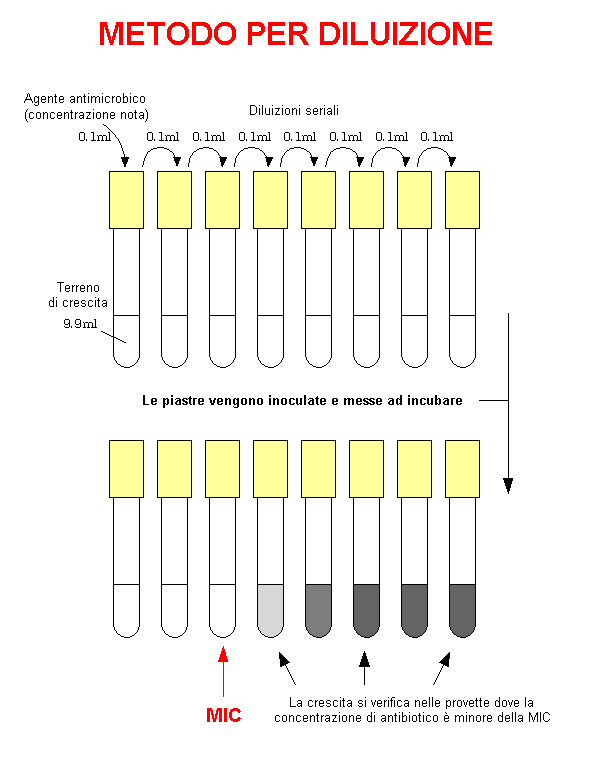
Metodo per diluizione. La concentrazione batterica è proporzionale alla torbidità.

## Metodo per diluizione
Con questo metodo si valuta la resistenza batterica ad un singolo antibiotico in concentrazioni crescenti; serve per calcolare la minima concentrazione di antibiotico in grado di inibire la crescita batterica e la minima concentrazione battericida

### Preparazione delle provette
Occorre prendere in considerazione una serie di provette contenenti un terreno di arricchimento liquido (solitamente 9,9 ml di terreno per provetta). Il passaggio successivo consiste nell'ottenere una diluizione seriale dell'antibiotico preso in esame; per far ciò si può procedere inserendo nella prima provetta 0,1 ml dell'agente antibiotico. Dopo opportuna miscelazione, si prende 0,1 ml di terreno-antibiotico dalla prima provetta e si inserisce nella seconda. A questo punto, dopo aver nuovamente miscelato, si prende 0,1 ml di terreno-antibiotico dalla seconda provetta e si inserisce nella terza. Si procede fino all'ultima provetta. A questo punto si ottengono una serie di provette aventi concentrazioni decrescenti (in base decimale) di antibiotico.

### Inoculo
Una volta preparate le provette, occorre seminare l'inoculo preso in considerazione. Questo è preparato da una coltura batterica sviluppata a 37 °C per 24 ore.
La semina deve avvenire con costante quantità di inoculo per ogni provetta. La concentrazione del batterio nell'inoculo deve essere circa di 1 milione per millilitro.

### Incubazione e lettura
Le provette seminate devono essere messe in incubazione 37 °C per 24 ore.
Passato questo tempo occorre valutare la torbidità delle singole provette, un indice importante che attesta lo sviluppo di colonie batteriche. Chiaramente le provette con una maggiore torbidità saranno quello con una minore concentrazione di antibiotico ovvero, nel nostro caso, le ultime. La torbidità del terreno diminuirà via via che si prendono in esame provette con concentrazione di antibiotico maggiore.
La prima provetta osservata contenente un terreno limpido, contiene la più bassa concentrazione di antibiotico in grado di inibire la crescita batterica, chiamata anche MIC o concentrazione minima inibente.

### MIC e MBC
Una volta misurata la MIC si può anche determinare la concentrazione minima battericida o MBC, definita come la concentrazione più bassa del composto in esame necessaria per provocare la morte di più del 99.9% di un dato organismo. Il calcolo è semplice: occorre piastrare (mettere in agar specifico) ed incubare il materiale di ogni singola provetta in singoli terreni di coltura (su ognuno di questi è opportuno riportare la concentrazione dell'antibiotico della provetta presa in esame). Dopo 24 ore si deve valutare la crescita batterica. La crescita nel terreno di coltura diminuirà via via che si prende in considerazione terreni preparati utilizzando provette con concentrazioni di antibiotico maggiore. Il primo terreno osservato senza crescita è il terreno inoculato con una quantità di antibiotico sufficiente ad uccidere tutti i batteri presenti nella provetta (logicamente, i batteri uccisi non possono crescere). La MBC può essere uguale o maggiore della MIC (in particolare, gli aminoglicosidi hanno molto spesso MIC e MBC uguali).

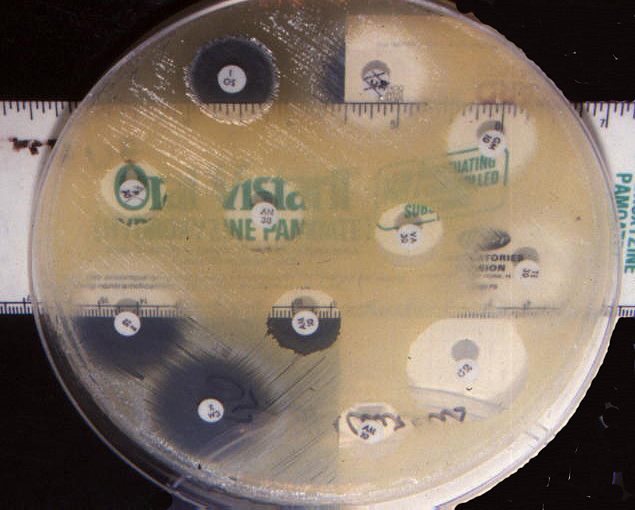
Metodo per diffusione. Si notino i diversi aloni di inibizione.

## Metodo per diffusione (test di Kirby - Bauer) o metodo dei dischetti
È una prova di sensibilità di un microrganismo verso numerosi antibiotici su piastre di terreno solido mediante applicazione di antibiotici su terreno solido inoculato con il microrganismo da esaminare.
Il terreno usato è il Mueller - Hinton agar contenente:
- estratto di carne
- idrolisato acido di caseina
- amido solubile
- agar

Il pH finale risulterà 7,3 ± 0,2; è molto importante ricordare che il terreno deve essere omogeneo, in modo che i vari antibiotici possano diffondere con la stessa velocità.
Il Mueller - Hinton agar rappresenta un terreno in grado di soddisfare le più comuni esigenze nutrizionali dei più comuni batteri di interesse medico; tuttavia batteri esigenti quali Neisseria gonorrhoeae e Streptococcus pneumoniae devono essere coltivati in Mueller - Hinton arricchito con sangue (cotto) e micronutrienti.
Per l'esecuzione dell'antibiogramma secondo il metodo di Bauer e Kirby e raccomandato dall'NCCLS, si usa il Mueller - Hinton Agar in piastre da 14 cm o da 9 cm.
Per preparare l'inoculo si sospendono 4-5 colonie coltivate sul terreno primario d'isolamento in 4-5 ml di Tryptic Soy Broth (brodo di arricchimento), incubando per 2-6 ore fino a che la brodocoltura ha raggiunto la stessa densità dello standard opacimetrico preparato aggiungendo a 99,5 ml di acido solforico 0,36 N, 0,5 ml di bario cloruro 1%  (opacità corrispondente a 0,5 McFarland, ovvero 1,5 x 108 batteri).
A questo punto si deve:
1. seminare il batterio di cui si deve saggiare la sensibilità sulla superficie dell'agar;
2. depositare dei dischetti (10 - 12) di antibiotici sul terreno (alla giusta distanza) di coltura asciugato utilizzando pinzette sterili
3. far aderire il dischetto al terreno;
4. incubare in termostato a 37 °C per 24 ore;
5. procedere alla lettura della grandezza degli aloni di inibizione.

### Lettura dei valori e considerazioni

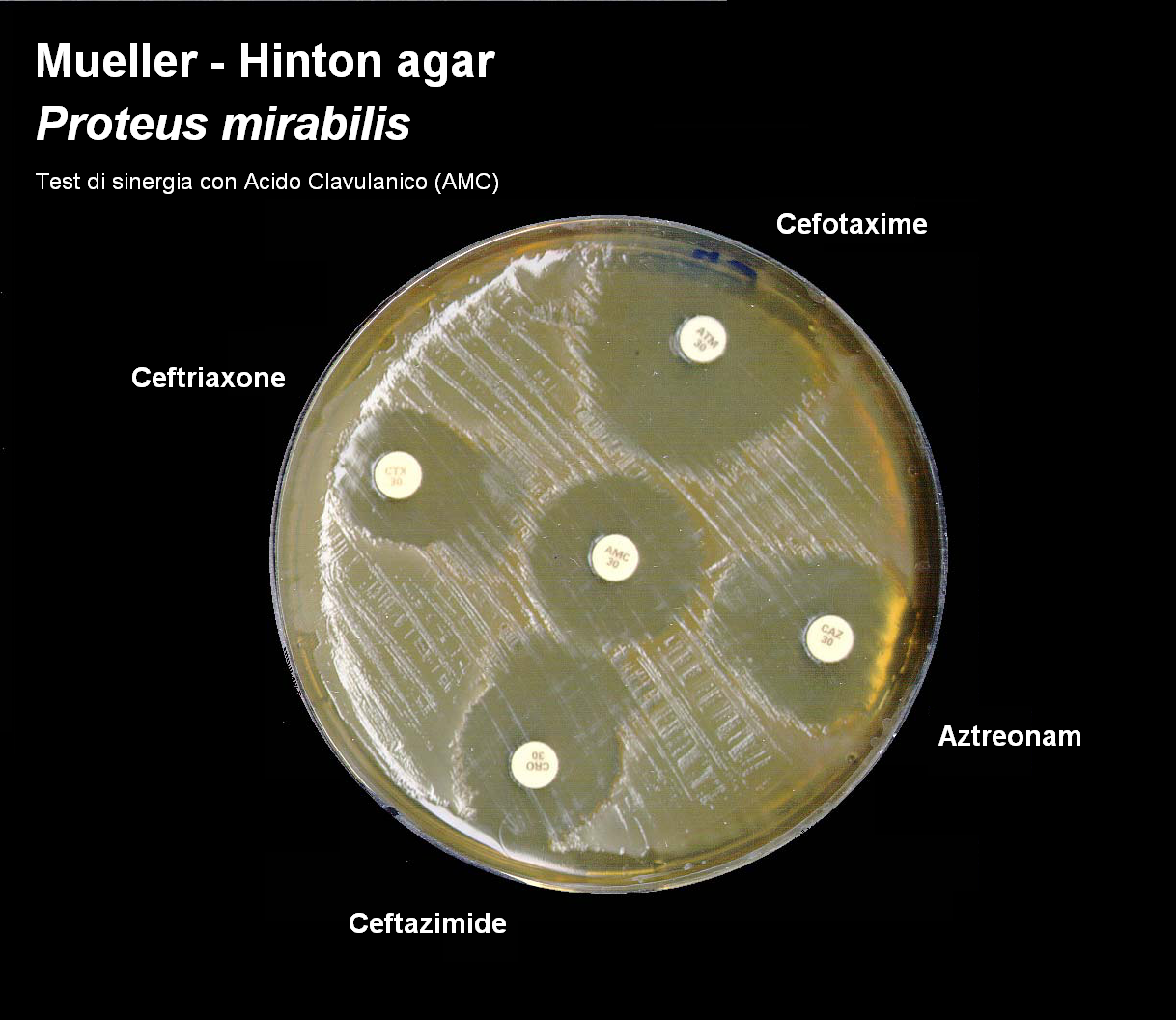
Valutazione della sinergia tra più farmaci verso Proteus mirabilis.

I valori che si possono avere, per i comuni antibiotici (penicilline) sono tre:
1. alone di 1 - 9 millimetri: batterio resistente;
2. alone di 10 - 18 millimetri: batterio con resistenza intermedia;
3. alone di 19 - 30 millimetri: batterio sensibile.

Tuttavia non è corretto attribuire una maggiore efficacia ad un antibiotico che presenta un maggiore alone di inibizione rispetto a un altro antibiotico. La formazione dell'alone dipende infatti da:
- peso molecolare: una molecola di antibiotico con un minor peso molecolare tende a produrre un maggiore alone di inibizione in virtù della maggiore capacità di diffondere nell'agar;
- forma della molecola: un antibiotico che ha una struttura più compatta (vale a dire più idrodinamica) migrerà più lontano generando un maggiore alone di inibizione;
- cariche elettriche:poiché l'agar è ricco di ioni SO42−, antibiotici carichi positivamente tenderanno immediatamente a legarsi con le molecole negative più prossime al dischetto di antibiotico. Questo evento ostacola la migrazione dell'antibiotico, generando aloni più piccoli rispetto alle molecole cariche negativamente.

Dunque il paragone tra gli aloni di inibizione è consentito solo tra gli antibiotici di uno stesso gruppo, che avranno forme, peso e carica analoghi. Per esempio si possono fare prove tra più tipi di penicilline e non tra una penicillina e una tetraciclina.
Tuttavia l'utilizzo di un terreno per un solo tipo di antibiotico è poco comodo e dispendioso. La pratica attuale consiste nell'utilizzare ampi terreni di Mueller - Hinton con diverse specie di antibiotici. Gli aloni di inibizione verranno quindi valutati in base a scale preformate, che guidano l'operatore nella lettura dell'antibiogramma.
Per esempio, la rifampicina mostra, nelle più comuni colture, degli aloni di inibizione molto ampi, mentre la teicoplanina, in virtù della estesa conformazione molecolare, avrà dei piccoli aloni di inibizione; così la teicoplanina avrà una sua scala di sensibilità, molto diversa (più piccola) da quella propria della rifampicina.

### Analisi delle interazioni tra antibiotici
Nella pratica clinica vengono spesso utilizzate associazioni di farmaci per la terapia delle infezioni batteriche. Il laboratorio di microbiologia è in grado di stabilire la sinergia e l'antagonismo tra diversi farmaci mediante una modificazione del metodo di Bauer e Kirby. Se ad esempio si vuole testare la sensibilità di  Proteus mirabilis al cefotaximide (a volte anche ceftaximide) associato all'acido clavulanico, si può allestire un terreno di Mueller - Hinton inoculato con  P. mirabilis e cimentato con i due dischetti di antibiotico posti ad una distanza standard (dipende dagli aloni di inibizione). Dall'immagine da cui prende spunto l'esempio si può notare che l'alone del cefotaximide (CRO, in basso) viene stirato verso l'alone di inibizione dell'acido clavulanico (AMC, al centro). Il risultato ottenuto è chiaro: benché l'acido clavulanico non sia capace da solo di garantire un buon alone di inibizione, nelle zone di confine, dove comincia a perdere la sua azione, è in grado di rafforzare sinergicamente l'azione del cefotaximide, benché le concentrazioni dei due antibiotici siano molto basse. Questa semplice prova consente la valutazione del sinergismo tra più farmaci, reperto che viene evidenziato anche nella refertazione. Tuttavia è possibile valutare anche l'effetto contrario: l'inibizione, evidenziata da uno sbarramento dell'alone di inibizione di un farmaco nelle zone di confine di un particolare antibiotico. L'effetto sinergico tra più farmaci viene utilizzato nella terapia di batteri difficili e recidivanti, con risultati particolarmente buoni nella terapia delle infezioni ospedaliere. L'effetto sinergico tra amoxicillina e acido clavulanico è spesso usato nella terapia e nella profilassi antibatterica di faringiti e infezioni benigne dell'apparato respiratorio.

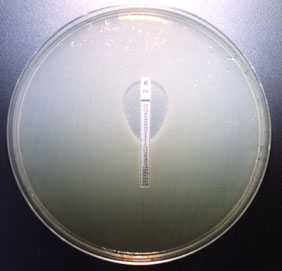
Etest. Si notino i valori scalari di concentrazione riportati sulla striscetta.

### Etest
Il test epsilometrico, detto anche etest (a volte anche e-test), è una variante oggi molto usata del metodo per diffusione.
Il test si allestisce inserendo nel Mueller - Hinton Agar una o più strisce di carta bibula rettangolari (circa 0,4 cm x 8 cm), contenenti concentrazioni scalari dell'antibiotico di cui si vuole saggiare l'attività. Dopo l'incubazione si viene ad evidenziare un alone di inibizione a goccia intorno alla parte superiore della striscetta: in particolare,  la base della goccia sarà rivolta verso la parte superiore della striscia (quella con maggior concentrazione di antibiotico), mentre la punta della goccia verso la parte inferiore della striscia (contenente una minor concentrazione di antibiotico).
Il confronto dell'ampiezza delle gocce di inibizione tra striscette contenenti diversi antibiotici, associato alla valutazione dei valori standard, permette la rapida identificazione del farmaco più efficace verso il batterio.
Inoltre questo metodo permette la valutazione rapida della concentrazione minima inibente: infatti il punto in cui la punta della goccia incontra la striscetta corrisponde alla più piccola concentrazione di antibiotico ancora in grado di inibire la crescita batterica.

## Refertazione
Il laboratorio di microbiologia non si limita ad indicare l'antibiotico migliore, ma fornisce una lista completa degli antibiotici utilizzati, corredata dalle rispettive MIC ed efficacia.
A volte, vengono indicati anche le associazioni di antibiotici che si possono utilizzare. L'utilità di una così vasta refertazione è chiara: il medico può decidere di prescrivere un dato antibiotico in relazione a:
- metodo di somministrazione
- reazioni di ipersensibilità note nel soggetto
- farmacocinetica
- interazioni con altri farmaci
- effetti collaterali
- costo del farmaco

L'uso di antibiotici così specifici permette di evitare l'uso di antibiotici ad ampio spettro che andrebbero a distruggere la flora commensale del soggetto, in grado di competere con patogeni opportunisti come Candida albicans, C. difficile e Pseudomonas aeruginosa.

## Immagini correlate

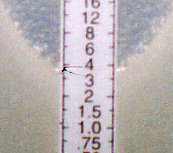
Immagine ad alto ingrandimento di etest, dove si evidenzia la MIC.
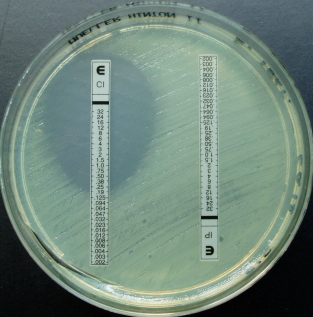
2 etest messi a confronto in coltura di Pseudomonas aeruginosa. Quello a sinistra contiene ciprofloxacina, quello a destra imipenem; si noti il vasto alone di inibizione intorno alla ciprofloxacina.
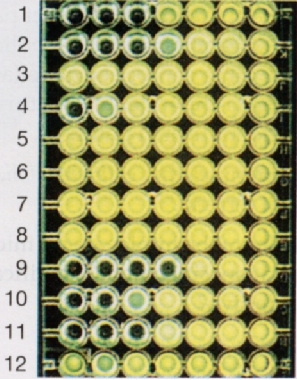
Moderna determinazione della MIC (vista dall'alto). In orizzontale sono disposte diverse provette con concentrazioni scalari di un dato antibiotico; parallelamente di confrontano le MIC di altri antibiotici.
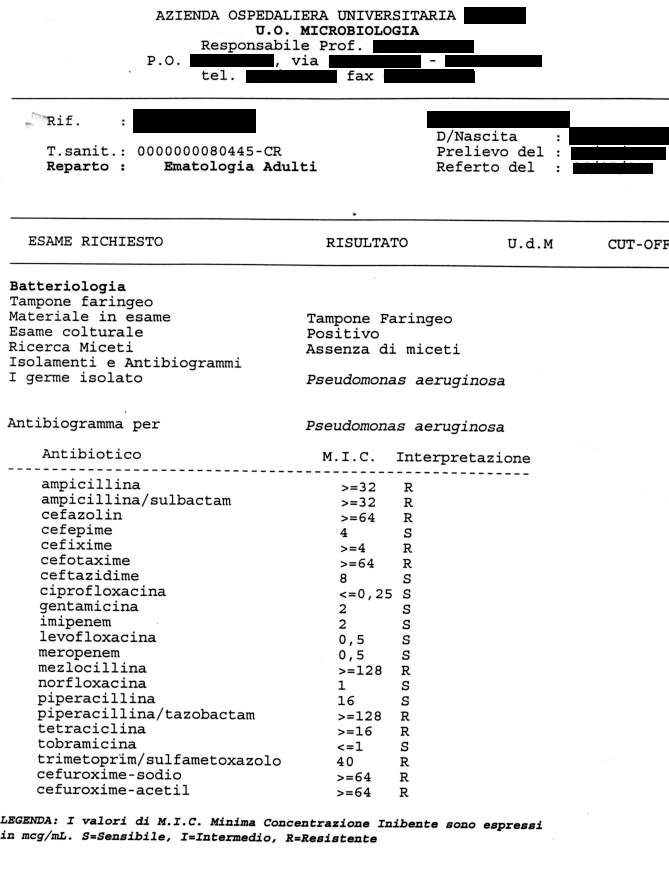
Referto tipico di un antibiogramma verso Pseudomonas aeruginosa. Si noti la notevole quantità di antibiotici saggianti.